# Arabische Leichtathletik-Meisterschaften 2025
Die 24. Arabischen Leichtathletik-Meisterschaften fanden vom 30. April bis zum 4. Mai 2025 im algerischen Oran statt, womit Algerien zum zweiten Mal nach 1987 Austragungsland dieser Meisterschaften war.

## Ergebnisse Männer

### 100 m
| Platz | Athlet                   | Land | Zeit (s) |
| ----- | ------------------------ | ---- | -------- |
| 1     | Abdulaziz Abdui Atafi    | KSA  | 10,21    |
| 2     | Ali Anwar Ali al-Balushi | OMA  | 10,27    |
| 3     | Malham al-Balushi        | OMA  | 10,36    |
| 4     | Skander Djamil Athmani   | ALG  | 10,48    |
| 5     | Noureddine Hadid         | LBN  | 10,63    |
| 6     | Mohamed Zadi             | ALG  | 10,72    |
| 7     | Alhayri Bashar           | JOR  | 11,10    |

1. Mai
Wind: +0,2 m/s

### 200 m
| Platz | Athlet                   | Land | Zeit (s)    |
| ----- | ------------------------ | ---- | ----------- |
| 1     | Abdulaziz Abdui Atafi    | KSA  | 20,32 CR PB |
| 2     | Ali Anwar Ali al-Balushi | OMA  | 10,67 PB    |
| 3     | Adem Abdelkader Benyache | ALG  | 20,83 PB    |
| 4     | Skander Djamil Athmani   | ALG  | 20,91       |
| 5     | Noureddine Hadid         | LBN  | 21,27       |
| 6     | Alhayri Bashar           | JOR  | 22,28       |

4. Mai
Wind: +1,8 m/s

### 400 m
| Platz | Athlet               | Land | Zeit (s) |
| ----- | -------------------- | ---- | -------- |
| 1     | Mazen al-Yasen       | KSA  | 46,09    |
| 2     | Abdennour Bendjemaa  | ALG  | 46,18    |
| 3     | Ibrahim Fttini       | KSA  | 47,03    |
| 4     | Marc Anthony Ibrahim | LBN  | 47,21    |
|       | Izzeddine Raouti     | ALG  | DSQ      |

1. Mai

### 800 m
| Platz | Athlet             | Land | Zeit (min) |
| ----- | ------------------ | ---- | ---------- |
| 1     | Heithem Chenitef   | ALG  | 1:50,83    |
| 2     | Abdessalem Ayouni  | TUN  | 1:51,13    |
| 3     | Ibrahim Abdirahman | DJI  | 1:51,27    |
| 4     | Takiyeddine Fetiti | ALG  | 1:52,13    |
| 5     | Faisal Maghrabi    | KSA  | 1:52,28    |
| 6     | Yassine Bounasri   | TUN  | 1:52,38    |
| 7     | Ali Mourtada       | LBN  | 1:53,64    |
| 8     | Ibrahim al-Hakami  | KSA  | 1:54,90    |

4. Mai

### 1500 m
| Platz | Athlet                 | Land | Zeit (min) |
| ----- | ---------------------- | ---- | ---------- |
| 1     | Mohamed Amine Drabli   | ALG  | 4:11,55    |
| 2     | Zakaria Ramdani        | ALG  | 4:11,74    |
| 3     | Abdessalem Ayouni      | TUN  | 4:11,85    |
| 4     | Fayez al-Subaie        | KSA  | 4:13,29    |
| 5     | Ahmed Daher            | DJI  | 4:13,31    |
| 6     | Mohammed al-Suleimani  | OMA  | 4:14,94    |
| 7     | Mouktar Idriss Samrieh | DJI  | 1:54,90    |

1. Mai

### 5000 m
| Platz | Athlet                 | Land | Zeit (min) |
| ----- | ---------------------- | ---- | ---------- |
| 1     | Ramdane Ouarghi        | ALG  | 14:23,76   |
| 2     | Zakaria Boudjalthia    | ALG  | 14:23,90   |
| 3     | Ahmed Daher            | DJI  | 14:24,26   |
| 4     | Mouktar Idriss Samrieh | DJI  | 14:28,65   |

4. Mai

### 10.000 m
| Platz | Athlet            | Land | Zeit (min)  |
| ----- | ----------------- | ---- | ----------- |
| 1     | Hani Idriss Hersi | DJI  | 28:35,54 PB |
| 2     | Youcef Addouche   | ALG  | 28:39,61 PB |
| 3     | Awaleh Abdifatah  | DJI  | 29:01,94    |
| 4     | Mansour Haraoui   | ALG  | 29:24,24    |

30. April

### Halbmarathon
| Platz | Athlet                | Land | Zeit (h) |
| ----- | --------------------- | ---- | -------- |
| 1     | Aden Waberi Darar     | DJI  | 1:03:28  |
| 2     | El-Hadi Laameche      | ALG  | 1:04:40  |
| 3     | Hassan Waiss          | DJI  | 1:05:02  |
| 4     | Abderrazak Charik     | ALG  | 1:05:13  |
| 5     | Ali Saeed al-Shahrani | KSA  | 1:09:05  |
| 6     | Abdalaziz al-Sani     | JOR  | 1:13:12  |

2. Mai

### 110 m Hürden
| Platz | Athlet              | Land | Zeit (s)    |
| ----- | ------------------- | ---- | ----------- |
| 1     | Yousuf Badawy Sayed | EGY  | 13,48 CR NR |
| 2     | Oumar Doudai Abakar | QAT  | 13,78       |
| 3     | Amine Bouanani      | ALG  | 14,02       |
| 4     | Kherrafi Moncif     | ALG  | 14,31       |
|       | Baqer al-Jumah      | KSA  | DNF         |

1. Mai
Wind: −0,2 m/s

### 400 m Hürden
| Platz | Athlet                 | Land | Zeit (s) |
| ----- | ---------------------- | ---- | -------- |
| 1     | Abderrahman Samba      | QAT  | 48,77 CR |
| 2     | Marc Anthony Ibrahim   | LBN  | 50,07    |
| 3     | Saber Boukemouche      | ALG  | 50,16    |
| 4     | Abdelmalik Lahoulou    | ALG  | 50,97    |
| 5     | Azzam Ibrahim Abu Bakr | KSA  | 65,28    |

4. Mai

### 3000 m Hindernis
| Platz | Athlet                   | Land | Zeit (min) |
| ----- | ------------------------ | ---- | ---------- |
| 1     | Bilal Tabti              | ALG  | 8:22,82    |
| 2     | Hicham Bouchicha         | ALG  | 8:28,05    |
| 3     | Salem Mohamed Attiaallah | EGY  | 8:31,85    |
| 4     | Saif Zuidi               | TUN  | 8:33,21 PB |
| 5     | Abdalaziz al-Sani        | JOR  | 9:25,91    |

1. Mai

### 4 × 100 m Staffel
| Platz | Land          | Athleten                                                                      | Zeit (s) |
| ----- | ------------- | ----------------------------------------------------------------------------- | -------- |
| 1     | Algerien      | Skander Djamil Athmani Hechmi Benchahda Mohamed Zadi Adem Abdelkader Benyache | 40,04    |
| 2     | Saudi-Arabien |                                                                               | 40,31    |

3. Mai

### 4 × 400 m Staffel
| Platz | Land          | Athleten                                                                          | Zeit (min) |
| ----- | ------------- | --------------------------------------------------------------------------------- | ---------- |
| 1     | Algerien      |                                                                                   | 3:04,96    |
| 2     | Saudi-Arabien | Baqer al-Jumah Mohammed Dawood Abdullah Abdulaziz Abdui Atafi Abdulazez al-Jadani | 3:13,75    |
| 3     | Libanon       |                                                                                   | 3:23,29    |

4. Mai

### 20 km Gehen
| Platz | Athlet                       | Land | Zeit (min) |
| ----- | ---------------------------- | ---- | ---------- |
| 1     | Abdennour Ameur              | ALG  | 1:24:27    |
| 2     | Islam Abdeltawab Abdelkhalek | EGY  | 1:25:10    |
| 3     | Sohail Abderahmane Aloui     | ALG  | 1:27:35    |
| 4     | Abood Khaled Jouah           | JOR  | 1:34:09    |

30. April

### Hochsprung
| Platz | Athlet                            | Land | Höhe (m) |
| ----- | --------------------------------- | ---- | -------- |
| 1     | Hamdi al-Amin                     | QAT  | 2,14     |
| 2     | Fatak Bait Jaboob                 | OMA  | 2,14     |
| 3     | Hichem Bouhanoun                  | ALG  | 2,12     |
| 4     | Ahmed Abdullah al-Tarouti al-Safa | KSA  | 2,03     |

30. April

### Stabhochsprung
| Platz | Athlet            | Land | Höhe (m)   |
| ----- | ----------------- | ---- | ---------- |
| 1     | Seif Heneida      | QAT  | 5,62 CR NR |
| 2     | Hussain Al Hizam  | KSA  | 5,45       |
| 3     | Medhi Amar Rouana | ALG  | 5,20       |

1. Mai

### Weitsprung
| Platz | Athlet                            | Land | Weite (m) |
| ----- | --------------------------------- | ---- | --------- |
| 1     | Tarek Hocine                      | ALG  | 7,48      |
| 2     | Louai Lamraoui                    | ALG  | 7,41      |
| 3     | Zeyad el-Hussein el-Sayed Mohamed | EGY  | 7,24      |
| 4     | Hassan Nasser Darouiche           | KSA  | 7,21 PB   |

1. Mai

### Dreisprung
| Platz | Athlet                  | Land | Weite (m) |
| ----- | ----------------------- | ---- | --------- |
| 1     | Yasser Triki            | ALG  | 16,84     |
| 2     | Sami Bakheet            | KSA  | 16,14     |
| 3     | Hassan Nasser Darouiche | KSA  | 16,08 PB  |
| 4     | Haithem Sebbat          | ALG  | 16,02     |
| 5     | Mohamed Salim al-Rawahi | OMA  | 14,56     |

30. April

### Kugelstoßen
| Platz | Athlet                                 | Land | Weite (m) |
| ----- | -------------------------------------- | ---- | --------- |
| 1     | Mohammed Tolo                          | KSA  | 19,70     |
| 2     | Djibrine Adoum Ahmat                   | QAT  | 17,88     |
| 3     | Sirine Mohamed                         | ALG  | 16,68     |
| 4     | Motaz Mohamed el-Said el-Gohary        | EGY  | 16,02     |
| 5     | Abd El Baki Mohamed Akram Mouaki Benai | ALG  | 16,24     |

30. April

### Diskuswurf
| Platz | Athlet                  | Land | Weite (m)   |
| ----- | ----------------------- | ---- | ----------- |
| 1     | Oussama Khennoussi      | ALG  | 64,54 CR NR |
| 2     | Essa Mohamed al-Zenkawi | KUW  | 59,72       |
| 3     | Moaaz Mohamed Ibrahim   | QAT  | 58,67       |
| 4     | Abdelmoutaleb Yagoub    | ALG  | 51,24 PB    |

1. Mai

### Hammerwurf
| Platz | Athlet                | Land | Weite (m) |
| ----- | --------------------- | ---- | --------- |
| 1     | Ashraf Amgad el-Seify | QAT  | 72,98     |
| 2     | Mohammed al-Dubaisi   | KSA  | 69,42     |
| 3     | Ahmed Tarek Ismail    | EGY  | 69,39     |
| 4     | Mohsen Anani          | TUN  | 67,98     |
| 5     | Ahmed Amgad el-Seify  | QAT  | 67,47     |
| 6     | Basel Mohamed Ahmed   | EGY  | 65,11     |
| 7     | Aws Basim al-Aithan   | KSA  | 63,35 PB  |
| 8     | Lazhar Yakoubi        | ALG  | 61,78 PB  |

4. Mai

### Speerwurf
| Platz | Athlet                     | Land | Weite (m) |
| ----- | -------------------------- | ---- | --------- |
| 1     | Ali Essa Abdelghani        | KSA  | 70,93     |
| 2     | Haithem Arafat Ben Aoulai  | ALG  | 62,37     |
| 3     | Abdulghani Saqer Rabeh Ali | LBY  | 56,95     |

3. Mai

### Zehnkampf
| Platz | Athlet                   | Land | Weite (m) |
| ----- | ------------------------ | ---- | --------- |
| 1     | Dhiae Boudoumi           | ALG  | 7501 PB   |
| 2     | Mohsen Hassan al-Dabbous | KSA  | 6937      |
| 3     | Saeed Abdullah Mobarak   | KSA  | 6904      |
| 4     | Walid Touati             | ALG  | 6724 PB   |

3./4. Mai

## Ergebnisse Frauen

### 100 m
| Platz | Athletin                 | Land | Zeit (s) |
| ----- | ------------------------ | ---- | -------- |
| 1     | Bassant Hemida           | EGY  | 11,52    |
| 2     | Maram Mahmoud Ahmed      | EGY  | 11,71    |
| 3     | Aziza Sbaity             | LBN  | 11,95    |
| 4     | Malak Fartouni           | ALG  | 12,14    |
| 5     | Safaa Nesrine Troubia    | ALG  | 10,63    |
| 6     | Lujain Ibrahim al-Humaid | KSA  | 12,41 PB |
| 7     | Hibah Mohammed           | KSA  | 12,46    |

1. Mai
Wind: +0,1 m/s

### 200 m
| Platz | Athletin                 | Land | Zeit (s) |
| ----- | ------------------------ | ---- | -------- |
| 1     | Bassant Hemida           | EGY  | 22,91    |
| 2     | Maram Mahmoud Ahmed      | EGY  | 23,95 PB |
| 3     | Manel Benkaci            | ALG  | 24,38    |
| 4     | Ines Belkacem            | TUN  | 24,54 PB |
| 5     | Malak Fartouni           | ALG  | 24,75    |
| 6     | Lujain Ibrahim al-Humaid | KSA  | 25,18 NR |
| 7     | Hibah Mohammed           | KSA  | 25,63 PB |

4. Mai
Wind: +2,0 m/s

### 400 m
| Platz | Athletin        | Land | Zeit (s) |
| ----- | --------------- | ---- | -------- |
| 1     | Ines Belkacem   | TUN  | 55,35 PB |
| 2     | Chaima Benali   | ALG  | 55,77 PB |
| 3     | Sihem Amedjkouh | ALG  | 59,51 PB |

1. Mai

### 800 m
| Platz | Athletin        | Land | Zeit (min) |
| ----- | --------------- | ---- | ---------- |
| 1     | Nesrine Abed    | ALG  | 2:05,98    |
| 2     | Marwa Bouzayani | TUN  | 2:06,18 PB |
| 3     | Ghania Rezzik   | ALG  | 2:09,73    |

1. Mai

### 1500 m
| Platz | Athletin             | Land | Zeit (min) |
| ----- | -------------------- | ---- | ---------- |
| 1     | Marwa Bouzayani      | TUN  | 4:12,16    |
| 2     | Abir Reffas          | ALG  | 4:14,10    |
| 3     | Rihab Dhahri         | TUN  | 4:15,13 PB |
| 4     | Kadra Mohamed Dembil | DJI  | 4:17,56    |
| 5     | Ghania Rezzik        | ALG  | 4:21,30    |
| 6     | Joan Makary          | LBN  | 4:58,77    |
| 7     | Jennifer Tomazou     | LBN  | 5:13,99    |

4. Mai

### 5000 m
| Platz | Athletin             | Land | Zeit (min) |
| ----- | -------------------- | ---- | ---------- |
| 1     | Kadra Mohamed Dembil | DJI  | 15:52,76   |
| 2     | Habon Ahmed          | DJI  | 15:59,36   |
| 3     | Abir Reffas          | ALG  | 16:16,62   |
| 4     | Joan Makary          | LBN  | 18:35,27   |
| 5     | Jennifer Tomazou     | LBN  | 19:46,47   |

30. April

### 100 m Hürden
| Platz | Athletin              | Land | Zeit (s) |
| ----- | --------------------- | ---- | -------- |
| 1     | Rahil Hamel           | ALG  | 13,92    |
| 2     | Manel Benkaci         | ALG  | 14,25    |
| 3     | Maryam Fawzy al-Matar | KSA  | 19,12    |

1. Mai
Wind: +0,2 m/s

### 400 m Hürden
| Platz | Athletin            | Land | Zeit (min) |
| ----- | ------------------- | ---- | ---------- |
| 1     | Chaima Ouanis       | ALG  | 1:01,05    |
| 2     | Nourhene Hermi      | TUN  | 1:01,46    |
| 3     | Sarah Houma         | ALG  | 1:03,38 PB |
| 4     | Nour Badr al-Jandan | KSA  | 1:10,53    |
|       | Sarah al-Helal      | KSA  | DNF        |

4. Mai

### 3000 m Hindernis
| Platz | Athletin            | Land | Zeit (min)  |
| ----- | ------------------- | ---- | ----------- |
| 1     | Rihab Dhahri        | TUN  | 09:50,44    |
| 2     | Nassima Smail       | ALG  | 10:20,54 PB |
| 3     | Nour Meriem Guemman | ALG  | 10:50,88    |

3. Mai

### 4 × 100 m Staffel
| Platz | Land          | Athletinnen                                                           | Zeit (s) |
| ----- | ------------- | --------------------------------------------------------------------- | -------- |
| 1     | Algerien      | Sihem Amedjkouh Lina Maria Guedal Safaa Nesrine Troubia Manel Benkaci | 47,18    |
| 2     | Ägypten       | Dina el-Tabaa Esraa Owis Maram Mahmoud Ahmed Bassant Hemida           | 47,89    |
| 3     | Saudi-Arabien | Sarah al-Helal Hiba Mallam Hibah Mohammed Lujain Ibrahim al-Humaid    | 49,24 NR |
| 4     | Tunesien      | Nada Chroudi Dorra Mahfoudhi Mariem Srasra Islem Lekthiri             | 49,72    |

3. Mai

### 4 × 400 m Staffel
| Platz | Land     | Athletinnen | Zeit (min) |
| ----- | -------- | ----------- | ---------- |
| 1     | Algerien |             | 3:47,12    |
| 2     | Tunesien |             | 4:00,55    |

4. Mai

### 10.000 m Bahngehen
| Platz | Athletin        | Land | Zeit (min)  |
| ----- | --------------- | ---- | ----------- |
| 1     | Imen Saii       | TUN  | 45:39,55 CR |
| 2     | Souad Azzi      | ALG  | 46:04,07    |
| 3     | Melissa Touloum | ALG  | 47:38,97    |
| 4     | Jamila Zegni    | TUN  | 50:36,33    |

30. April

### Hochsprung
| Platz | Athletin               | Land | Höhe (m) |
| ----- | ---------------------- | ---- | -------- |
| 1     | Darina Hadil Rezik     | ALG  | 1,75     |
| 2     | Aiten Ahmed Yehia      | EGY  | 1,73     |
| 3     | Aliah Faik al-Mughairi | OMA  | 1,71 NR  |
| 4     | Baya Bouzenboua        | ALG  | 1,68     |

1. Mai

### Stabhochsprung
| Platz | Athletin        | Land | Höhe (m) |
| ----- | --------------- | ---- | -------- |
| 1     | Dorra Mahfoudhi | TUN  | 3,85     |
| 2     | Dina el-Tabaa   | EGY  | 3,70     |
| 3     | Mariem Srasra   | TUN  | 3,20     |

4. Mai

### Weitsprung
| Platz | Athletin               | Land | Weite (m) |
| ----- | ---------------------- | ---- | --------- |
| 1     | Esraa Owis             | EGY  | 6,48      |
| 2     | Wissal Harkas          | ALG  | 5,65      |
| 3     | Leticia Ouaba          | ALG  | 5,61 PB   |
| 4     | Aliah Faik al-Mughairi | OMA  | 4,69      |

30. April

### Dreisprung
| Platz | Athletin      | Land | Weite (m) |
| ----- | ------------- | ---- | --------- |
| 1     | Esraa Owis    | EGY  | 13,58 NR  |
| 2     | Wissal Harkas | ALG  | 12,79     |
| 3     | Leticia Ouaba | ALG  | 12,36     |

4. Mai

### Kugelstoßen
| Platz | Athletin                    | Land | Weite (m) |
| ----- | --------------------------- | ---- | --------- |
| 1     | Nada Chroudi                | TUN  | 14,72     |
| 2     | Yomna Mohamed Ahmed Mohamed | EGY  | 13,76 PB  |
| 3     | Ghofrane Lahmedi            | TUN  | 13,25     |
| 4     | Widad Yesli                 | ALG  | 12,51     |

4. Mai

### Diskuswurf
| Platz | Athletin                    | Land | Weite (m) |
| ----- | --------------------------- | ---- | --------- |
| 1     | Salem Rijaj Essayah         | LBY  | 51,09     |
| 2     | Ghofrane Lahmedi            | TUN  | 47,85     |
| 3     | Chaima Chouikh              | TUN  | 46,85     |
| 4     | Yomna Mohamed Ahmed Mohamed | EGY  | 46,04     |
| 5     | Nabila Bounab               | ALG  | 45,91     |
| 6     | Katia Hammoumraoui          | ALG  | 41,54     |

1. Mai

### Hammerwurf
| Platz | Athletin        | Land | Weite (m) |
| ----- | --------------- | ---- | --------- |
| 1     | Zahra Tatar     | ALG  | 64,72     |
| 2     | Rawan Barakat   | EGY  | 64,35     |
| 3     | Zouina Bouzebra | ALG  | 60,60     |
| 4     | Zmorda Hajji    | TUN  | 50,64     |

3. Mai

### Speerwurf
| Platz | Athletin        | Land | Weite (m) |
| ----- | --------------- | ---- | --------- |
| 1     | Sherine Hussein | EGY  | 51,70     |
| 2     | Widad Yesli     | ALG  | 45,04     |
| 3     | Islem Lekthiri  | TUN  | 35,68     |

30. April

### Siebenkampf
| Platz | Athletin              | Land | Punkte  |
| ----- | --------------------- | ---- | ------- |
| 1     | Nada Chroudi          | TUN  | 5354    |
| 2     | Islem Lekthiri        | TUN  | 4781 PB |
| 3     | Aya Zitouni           | ALG  | 4734    |
| 4     | Sarah al-Helal        | KSA  | 3933 NR |
|       | Maryam Fawzy al-Matar | KSA  | DNF     |

30. April / 1. Mai

## Medaillenspiegel
| Platz | Land          |    |    |    |    |
| ----- | ------------- | -- | -- | -- | -- |
| 1     | Algerien      | 18 | 16 | 18 | 52 |
| 2     | Tunesien      | 7  | 6  | 6  | 19 |
| 3     | Ägypten       | 6  | 8  | 3  | 17 |
| 4     | Saudi-Arabien | 5  | 6  | 5  | 16 |
| 5     | Katar         | 4  | 2  | 1  | 7  |
| 6     | Dschibuti     | 3  | 1  | 4  | 8  |
| 7     | Libyen        | 1  | 0  | 0  | 1  |
| 8     | Oman          | 0  | 3  | 2  | 5  |
| 9     | Libanon       | 0  | 1  | 2  | 3  |
| 10    | Kuwait        | 0  | 1  | 0  | 1  |